# Theodore Thomas
Theodore Thomas est un chef d'orchestre allemand, né à Esens le 11 octobre 1835 et mort à Chicago le 4 janvier 1905.

## Biographie
Il reçoit de son père violoniste une éducation musicale, si bien que dès l'âge de six ans il se produit au violon dans des concerts. En 1845, sa famille émigre aux États-Unis avant de subir des difficultés financières.
Dès 1854, il dirige l'Orchestre philharmonique de New York, tout en participant au violon à plusieurs concerts avec d'autres musiciens dans le pays.
Premier chef de renom aux États-Unis, il a fait découvrir la musique de Beethoven, Mozart et Wagner au public américain.
À partir de 1861, il constitue son propre orchestre qui se produit au Irving Hall (en). Surtout, il crée l'Orchestre symphonique de Chicago dont il assure la direction de 1891 à 1905.